# Route magistrale 9 (Arménie)
Pour les articles homonymes, voir M9 et Route 9.
La route magistrale M9 (en arménien : Մ 9 ճանապարհ) est une route magistrale en Arménie.
Elle relie Talin à Karakert,,.

## Présentation
La route M9 est orientée nord-sud et s'étend de Talin à Karakert sur 28 kilomètres.
La M9 commence à Talin, à sa jonction avec la M1.
La M9 s'étend vers le sud-ouest, elle traverse une zone agricole plate et traverse Karakert et se termine en rencontrant la H18 qui la prolonge jusqu’à Bagaran.

## Tracé
- Talin
- Karakert